# Johann Christoph Gatterer
Johann Christoph Gatterer (Lichtenau, 1727. július 13. – Göttingen, 1799. április 5.) német történész, heraldikus.

## Értékelése
A tudományos heraldika, valamint genealógia és kronológia egyik megalapítója. A címertudomány az ő munkái által érte el a legmagasabb szintet. Munkái a mai tudományos heraldika alapját képezik.

## Életpályája
Az apja dragonyostiszt volt. 1747-ben az alorfi egyetemen tanult, 1751-ben magiszteri címet szerzett és a következő évben gimnáziumi tanár lett Nürnbergben. 1756-ban meghívták a nürnbergi Öffentlichen Auditorium Aegidianum birodalmi történeti és diplomatikai konrektorává és professzorává. 1759-ben Göttingenben a történelem egyetemi tanára és elnyerte a brit és hannoveri királyi udvari tanácsos és professzor címet. 1764-ben a középkori források kiadására létrehozta a Historische Akademie nevű intézményt, mely 1766-tól Historisches Institut néven működik. A történeti segédtudományokat, főként a genealógiát és a diplomatikát ő vezette be a német egyetemek tantárgyai közé.
A címerelméletet a legmagasabb szintre fejlesztette. A szerkezeti heraldika legkiválóbb művelője. Felismerte, hogy a mesteralakok geometriai-matematikai alapjainak felderítésével eljuthatunk a címertan gyökeréig, amit az egyenes és görbe vonalak váltakozó használata eredményez a pajzson. ("Die ganze Theorie der wappen und insonderheit des Wappenbildes gründet sich, vermöge der Erfahrung, fürnehmlich auf die Veränderungen, welche der Gebrauch der geraden und krummen Linien verursacht.") Elméletei gyakran komplikáltak de három fő műve a modern tudományos heraldika alapja lett. A Spener által lefektetett alapokat Gatterer logikus alapú tudományos munkássága teljesítette be.
1954-től a Genealogisch-Heraldische Gesellschaft Göttingen róla elnevezett emlékéremmel (Johann-Christoph-Gatterer-Medaille) jutalmazza a genealógia és heraldika terén elért tudományos eredményeket.

## Művei
- Handbuch der Genealogie und Heraldik. Nürnberg, 1761–1766
- Wappenkalender 1764. Nürnberg, 1764
- Fortgesetzter Wappenkalender auf's Jahr 1766. Nürnberg, 1766
- Abriss der Heraldik. Göttingen, 1773
- Praktische Heraldik. Nürnberg, 1791
- Grundriß der Genealogie. Göttingen, 1788
- Abriß der Chronologie. Göttingen, 1777

### Részletes bibliográfia
- Allgemeine historische Bibliothek von Mitgliedern des Königlichen Instituts der historischen Wissenschaften zu Göttingen. Hrsg. v. J.Ch. Gatterer. Bd. 1-4, 7-8, 11-16 (v. 16) in 6. Halle, Gebauer, 1767-71. Sie ist unterteilt in: Abhandlungen, sonderlich über d. histor. Kunst; Recensionen historischer Bücher, Landcharten, Wappen und Münzen; Historische Nachrichten und Fragen. Sie enthält u.a. folgende Beiträge, meist von Gatterer selbst verfasst: Beyträge zu einer Theorie d. Medaillen; Zufällige Gedanken über die teutsche Geschichte; Vergleichung d. alten u. neuen Geschichtsschreiber in Ansehung der Freymüthigkeit; Diplomatisches Responsum, d. Streit über König Heinrichs d. Finklers Grabmal, welches man vor kurzem in Quedlinburg gefunden haben will, betreffend, nebst denen dazugehörigen Aktenstücken u. Zeichnungen.
- Historia Genealogica Dominorum Holzschuherorum Ab Aspach Et Harlach In Thalheim Cet. Patriciae Gentis Tum Apud Norimbergenses Tum In Exteris Etiam Regionibus Toga Sagoque Illustris Ex Incorruptis Rerum Gestarum Monimentis Conquisita – Nürnberg, 1755
- Commentatio de Gunzone, Italo, qui saeculo X. obscuro in Germania pariter, atque in Italia eruditionis laude floruit, ad illustrandum huius aevi statum literarium / Qua orationem de difficultate artis diplomaticae d. 29 decembris A.R.S. 1756. inaugurandi cussa habendam rite indicit Iohannes Christophorus Gatterer – Norimbergae: Fleischmann, 1756 – 51 S.
- Oratio de artis diplomaticae difficultate, quum munus publici professoris capesseret, biduo ante exitum A. 1756 in auditorio publico, quod Norimbergae ad D. Aegidii est, habita, nunc vero in usum praelectionum publicarum edita, multisque observationibus locupletata – Norimbergae: Fleischmann, 1757 – 56 S.
- Elementa artis diplomaticae universalis. Bb 1. (mehr nicht erschienen).  XVI, 391 S. Gottingae: Vandenhoeck, 1765
- Johann Christoph Gatterers Abriß der Chronologie. Göttingen: Dieterich, 1777 – 288 S.
- Commentatio diplomatica de methodo aetatis codicum manuscriptorum definiendae / Lecta d. 18. nov. 1786. In: Commentationes Societatis Regiae Scientiarum Gottingensis antiquiores. 8. 1785/86. S. 85-121
- Abriss der Universalhistorie nach ihrem gesamten Umfange von Erschaffung der Erde bis auf unsere Zeiten erste Hälfte nebst einer vorläufigen Einleitung von der Historie überhaupt und der Universalhistorie insbesonderheit wie auch von den bisher gehörigen Schriftstellern. Göttingen im Verlag der Wittwe Vandenböck, 1765. 732 S.
- Johann Christoph Gatterer: Einleitung in die synchronistische Universalhistorie zur Erläuterung seiner synchronistischen Tabellen. 2 Bände. Göttingen, Im Verlag der Wittwe Vandenhoek, 1771
- Johann Christoph Gatterers Abriß der Genealogie – Göttingen : Vandenhoeck und Ruprecht, 1788 – [4] Bl., 159 S.
- Abriss der Diplomatik. Göttingen: Vandenhoeck & Ruprecht, 1798 – 374 S., 12 Taf.
- Johann Christoph Gatterer's Praktische Diplomatik : nebst 15, gröstentheils in Kupfer gestochenen Tafeln. Göttingen: Vandenhoeck & Ruprecht, 1799 – VI, 259 S.
- Nähere Nachricht von der neuen Ausgabe der gleichzeitigen Schriftsteller über die deutsche Geschichte. In: Archiv der Gesellschaft für ältere deutsche Geschichtskunde 1 (1819/20), S. 203-225.